# Масерије Ферети (Изернија)
Масерије Ферети је насеље у Италији у округу Изернија, региону Молизе.
Према процени из 2011. у насељу је живело 219 становника. Насеље се налази на надморској висини од 440 м.